# Hyperythra limbolaria
Hyperythra limbolaria är en fjärilsart som beskrevs av Swinhoe 1885. Hyperythra limbolaria ingår i släktet Hyperythra och familjen mätare. Inga underarter finns listade i Catalogue of Life.